# Tunis
Tunis (staro ime Tunes) je pristaniško glavno mesto Tunizije, ki se nahaja ob jezeru Tunis v severovzhodni Tuniziji.
Mesto je prometno povezano s pomočjo mednarodnega letališča Habib Bourguiba, z ladijskimi povezavami pa s pristanišči v Italiji in Franciji. Mestna železniška postaja je postojna točka železnice, ki vodi na jug do obalnega mesta Gabes ter na zahod v Alžirijo proti drugim sredozemskim pristaniščem. V mestu prebiva 1.897.000 ljudi (ocena leta 2000).
Tunis je trgovski in upravni center, s svojo razvijajočo se kemično, prehrambeno in tekstilno produkcijo, postaja pa tudi industrijsko središče. Kot produkti mesta so še posebej značilne preproge, sadje, železova ruda in olive.
Mesto je ločeno na dva dela: staro arabsko jedro, ki ga obkroža obzidje, ter novi, z evropsko arhitekturo zaznamovani del. V starem delu mesta je najti t. i. medino (arabsko belo mesto) z množico ozkih ulic in neštetimi trgovinami, še zlasti s tradicionalno trgovsko berbersko robo, kot so preproge, bobni in nakit. Prav tako se ni treba naprezati, da najdemo več mogočnih in zanimivih mošej ali palačo beja, ki je dandanes preurejena v muzej umetnin in starin. V bližini je Mošeja olivnega drevesa, ki je svoje čase služila kot muslimanska univerza. Danes za visoko šolstvo skrbi Univerza v Tunisu.

## Zgodovina
Tunis je začel rasti kot feničanska utrdba 6. stoletja pr. n. št., a je bil popolnoma dominiran s strani bližnje Kartagine. Skupaj s Kartagino so Tunis zajeli Rimljani leta 146 pr. n. št. Kasneje je Tunis pomembno oživel s prihodom Arabcev v 7. stoletju n.š., svoj razcvet pa je dosegel pod dinastijo Hafsidov (1228-1574). Razvoj je bil še vedno prisoten v nadaljnjih stoletjih, ko je mesto blestelo zaradi močnega trgovanja in piratstva.
Vsled tega so Angleži poslali Roberta Blakea v boj proti piratom, ki so povzročali škodo angleški pomorski trgovski mreži. Ker je bej Tunisa zavrnil sodelovanje, je Blake napadel mesto leta 1655.
Z zavzetjem Tunizije so nadzor nad mestom prevzeli Francozi leta 1881, do svojega odhoda leta 1956 pa so ga zaznamovali s svojo arhitekturo in drugimi značilnostmi. V času druge svetovne vojne je bilo mesto okupirano pod silami osi, ki so se iz njega umaknile maja 1943 kot iz zadnje postojanke v Afriki. Svoj sedež je v Tunisu imela Arabska liga med letoma 1979 in 1990.

## Zanimivosti
- razvaline feničanskega mesta Kartagina se nahajajo v neposredni bližini mesta
- staro mesto (medina) hrani mnoge tradicionalne značilnosti in ga je pod svoje varstveno okrilje svetovne kulturne dediščine vzel UNESCO leta 1979
- v mestu je najti okoli 700 spomenikov, kot so palače, mošeje, mavzoleji in madrese